# 하이퍼소닉 2
하이퍼소닉 2(Hypersonic 2)는 독일의 스테인버그(Steinberg)사의 가상악기(VSTi)이다, 다양한 프리셋을 지원하며 하나의 가상악기로 수많은 악기를 사용할 수 있는 통합형 가상악기(Virtual Music Workstation)이다.

## 특징
- 최적화로 인한 놀랍도록 가벼운 엔진
- 4개의 뛰어난 사운드 엔진
- 1.7 GB에 이르는 고품질의 샘플
- 1800개 이상의 완벽한 프리셋(Preset)
- 수 많은 신디사이저 엔진(아날로그, FM, Wavetable...) 및 샘플 플레이어를 조합하여 완벽한 사운드 구현
- 모든 음악 장르를 표현하기 위한 패치(Patch), GS 표준 악기, 드럼 킷(Drum Kits) 및 루프(Loop) 제공
- 1024 보이스(Voice), 32 스테레오 출력(Stereo Output), 16 MIDI 채널(Channel)
- 중요 사운드 파라미터(Parameter)에 대해서는 직관적인 사용을 위한 하이퍼 놉 제공, MIDI Learn 기능 사용 가능
- 폴리포닉(Polyphonic) 아르페지오레이터(Arpergiorator) 및 추가 이펙트(Effect) 섹션 제공